# Poludennyj Kondas
Il Poludennyj Kondas (in russo Полуденный Кондас?) è un fiume della Russia europea orientale, affluente di destra della Kama. Scorre nei rajon Kudymkarskij e Usol'skij del Territorio di Perm'.

## Descrizione
La sorgente del fiume si trova sulle alture della Kama, 8 km a nord-est del villaggio di Kamenka. Nella parte superiore è chiamato Južnyj Kondas (Kondas meridionale). La direzione generale del flusso è orientale, il canale è estremamente tortuoso: il fiume forma un gran numero di meandri, stagni e laghi. La larghezza del fiume nel tratto medio e inferiore è di circa 20 metri. La lunghezza del fiume è di 102 km, l'area del bacino è di 1020 km². Sfocia nella baia Kondasskij del bacino idrico della Kama (13 km lungo la riva destra della baia), di fronte al villaggio di Kondas, e il fiume Kondas sfocia nella stessa baia. Nel corso medio del fiume si trova il villaggio di Šemejnyj.